# Равне (Ајдовшчина)
Равне (словен. Ravne, итал. Rauna del Castello) је насеље  у општини Ајдовшчина, покрајини Приморска која припада Горишкој регији Републике Словеније.

## Географија
Насеље површине 12,61 км² налази се на брдима Чрнича на надморској висини 311,5 м, 15 км удаљено од центра општине и 1`7,7 км од италијанске границе. -НУ насеље спадају засеоци Слејки, Ушаји и Табор.
У близини засеока Табор и даље постоји утврђено упориште из прошлости које је служио за праћење турских хорди које су прошле Випавском долином.
У време Хабсбурговаца и између два светска рата  Равне је било заселак  Чрнича.

## Историја
До територијалне реорганизације у Словенији налазило се у саставу старе општине Ајдовшчина.

## Становништво
Прилоком пописа становништва 2011. године, Равне су имале 136 становника.
| Број становника по пописима | Број становника по пописима | Број становника по пописима |
| --------------------------- | --------------------------- | --------------------------- |
| 1991                        | 2002                        | 2011                        |
| 110                         | 131                         | 136                         |